# Zombie 2
Zombie 2 (Originaltitel: Day of the Dead, wörtl. Tag der Toten) ist ein US-amerikanischer Splatterfilm von George A. Romero aus dem Jahr 1985 und der dritte Teil der sogenannten „Living Dead“-Reihe des Regisseurs. Der Film startete am 20. August 1987 in den deutschen Kinos.

## Handlung
Der Untergang der Menschheit scheint angebrochen zu sein. In den Städten finden sich nur noch menschenfressende Untote. In einem unterirdischen Bunker in Florida haben sich Wissenschaftler und Militärs verschanzt. Die Wissenschaftler Sarah, Dr. Logan und Ted haben den Auftrag, die lebenden Toten zu untersuchen und einen Ausweg aus der Katastrophe zu finden. Die Militärs unter Führung von Captain Rhodes sollen die Wissenschaftler schützen und sie, falls nötig, mit frischem „Versuchsmaterial“ versorgen. Der Pilot John und der Funker Bill halten mit einem Hubschrauber nach Überlebenden Ausschau, lange schon erfolglos.
Die Stimmung im beengten Bunker ist von Misstrauen und Konflikten geprägt. Die Militärs haben Männer verloren, sind überlastet und wollen so schnell wie möglich Erfolge sehen. Sie drohen, sonst die Mission abzubrechen. Die Wissenschaftler verlangen bessere Arbeitsbedingungen und mehr Zeit. Der Pilot und der Funker haben sich am Ende eines der düsteren Gänge in ein privates Idyll zurückgezogen, mit Büchern, Sonnenschirm und Alkohol. Sie würden am liebsten alles hinter sich lassen und auf eine einsame Insel fliehen, ein Wunsch, den sie sich nicht erfüllen – aus Verantwortungsbewusstsein, militärischem Gehorsam oder persönlicher Involviertheit. Sarah, permanent von den Soldaten belästigt, und skeptisch gegenüber Dr. Logan, freundet sich mit den beiden an.
Logan, von allen Frankenstein genannt, vertritt eine umstrittene Theorie: Die Zombies können gezähmt und dazu erzogen oder geprägt werden, den Hunger auf Menschenfleisch zu vergessen. Er hat auch Ergebnisse vorzuweisen, die ihm vielversprechend erscheinen: Ein Zombie, den er Bub genannt hat, da dies der Spitzname seines Vaters war, erinnert sich an sein früheres Leben und lernt tatsächlich, seinen Instinkt zu unterdrücken. Er scheint sich schwach an seine Vergangenheit erinnern zu können, salutiert vor dem uniformierten Captain und hantiert mit Rasierhobel, Buch, Kassettenrekorder und Pistole.
Als der Captain Dr. Logan jedoch dabei ertappt, wie er Bub als Belohnung für seine Lernerfolge frisches Menschenfleisch gibt, erschießt Rhodes Dr. Logan. Das Fleisch stammt von den Leichen von Rhodes Männern, was Dr. Logan geheim gehalten hat, weil es seine verhaltenstherapeutischen Erfolge in ein noch zweifelhafteres Licht gerückt hätte.
Die Situation eskaliert, als Sarahs Freund, der von den Ereignissen schwer traumatisierte Soldat Miguel, beim Einfangen der Zombies als Versuchsobjekte gebissen wird  und zwei weitere Soldaten bei dieser Aktion sterben. Sarah versucht, Miguels Infektion durch eine Amputation aufzuhalten und Captain Rhodes davon zu überzeugen, der Eingriff sei geglückt. Doch das Misstrauen der Militärs gegenüber den Wissenschaftlern gewinnt die Oberhand.
Captain Rhodes will John zwingen, ihn und seine letzten Männer mit dem Helikopter auszufliegen. Um Druck auszuüben und zu zeigen, wer hier das Sagen hat, erschießt er Ted und wirft Sarah und Bill den Zombies zum Fraß vor. Der sterbende Miguel schleppt sich inzwischen zum Bunkereingang, öffnet ihn, lässt sich fressen und die Untoten in die Anlage eindringen. Bub befreit sich, findet eine Pistole und schießt Rhodes an. Die eingeschlossenen Militärs werden bei lebendigem Leibe zerrissen und gefressen.
Sarah, John und Bill gelingt es knapp, durch einen Nebenausgang ins Freie zu kommen und zum Hubschrauber zu gelangen, von dem sie nicht wissen, ob er vollgetankt ist. Zombie-Hände greifen nach Sarah. Die Schlussszene legt nahe, dass es ihnen gelungen ist, auf eine paradiesische Insel zu fliehen. Da Sarah jedoch einen Kalender weiterführt, der schon in ihren (Alb-)Träumen eine Rolle spielte, kann man ebenso gut vermuten, dass diese letzte Sequenz nur ein Wunschtraum ist.

## Sozialkritik
Day of the Dead fiel im Vergleich zu seinem Vorgänger Dawn of the Dead (dt.: Zombie, 1978) mit dessen satirischen Spitzen gegen die Konsumgesellschaft relativ düster aus. Romero verzichtete hier weitgehend auf komische Elemente, verstärkte hingegen gesellschaftspessimistische Aspekte. Thema des Films ist vor allem, wie sich der gesellschaftliche Mini-Kosmos im Bunker durch Misstrauen und Gegeneinanderarbeiten selbst vernichtet. Diese pessimistische Sichtweise der Gesellschaft war schon im ersten Teil der Reihe, Night of the Living Dead, zum Ausdruck gekommen, fand hier jedoch einen vorläufigen Höhepunkt. In Land of the Dead (2005) griff Romero dieses Thema wieder auf.

## Kritiken
Kritiker bewerteten den Film bei seinem Erscheinen 1985 überwiegend negativ, auch der kommerzielle Erfolg blieb aus. Hauptkritikpunkte waren das Overacting der Schauspieler sowie die Tatsache, dass der Film dem Zuschauer keine Identifikationsfigur biete. Gelobt wurden in erster Linie die Make-up-Effekte von Tom Savini und Gregory Nicotero, der hier seine Karriere begann. Im Schatten der stilbildenden Erfolge von Night of the Living Dead (Die Nacht der lebenden Toten) und Dawn of the Dead war der Film schon bald etwas in Vergessenheit geraten.

## Gewaltdarstellung und Zensur
Romero weigerte sich, auf – von den Investoren unerwünschte – allzu explizite Gewaltdarstellungen zu verzichten, um ein R-Rating für den Film zu erreichen. Daher bekam er nur die Hälfte des ursprünglich in Aussicht gestellten Budgets von 7 Mio. US-Dollar und musste das Drehbuch deutlich vereinfachen. Die ältere, aufwendigere Drehbuchfassung ist auf einer eigens dafür erstellten Website einsehbar.
Wegen seiner expliziten Gewaltdarstellungen ist der Film seit seiner Veröffentlichung stark der Zensur ausgesetzt und wurde in Deutschland im Kino und auf Video nur stark geschnitten veröffentlicht. Trotz dieser Kürzungen wurde die Videofassung beschlagnahmt. Später folgten diverse unzensierte Fassungen bei einschlägigen Untergrundlabels sowie frei verkäufliche, noch stärker geschnittene Fassungen mit Freigabe ab 16 Jahren, während der Film in den USA 2003 in einer ungeschnittenen und remasterten Fassung neu veröffentlicht wurde.
Am 28. Januar 2022 lief der Film in der unzensierten Originalversion auf dem Kultursender Arte, wobei die nun wieder eingefügten Szenen deutlich durch ihre schlechte Bild- und Tonqualität sowie teils fehlende Synchronisation erkennbar waren. Die Ausstrahlung erfolgte in Verkennung der in Deutschland geltenden Rechtslage, aus der Mediathek wurde der Film wieder entfernt. Die Staatsanwaltschaft Baden-Baden leitete daraufhin ein Ermittlungsverfahren wegen des Verdachts der Gewaltdarstellung nach §131 des Strafgesetzbuchs und des Verstoßes gegen §4 des Jugendmedienschutz-Staatsvertrags gegen Unbekannt ein. Im Juli wurden die Ermittlungen jedoch wieder eingestellt, da sich durch die Ermittlungen der Verdacht entkräftet habe und zudem aufgrund des Sitzes des Senders in Frankreich deutsches Strafrecht nicht anwendbar sei.

## Auszeichnungen
Lori Cardille wurde 1985 auf dem Catalonian International Film Festival in Sitges, Spanien mit der Caixa de Catalunya als beste Hauptdarstellerin ausgezeichnet.
Maskenbildner Tom Savini erhielt 1986 den Saturn Award in der Kategorie Bestes Make-Up von der amerikanischen Academy of Science Fiction, Fantasy and Horror Films.

## Neuverfilmungen und Fernsehserie
Unter der Regie von Steve Miner entstand seit Juli 2006 in Bulgarien die Neuverfilmung Day of the Dead mit Ving Rhames und Mena Suvari. Der Film sollte im Frühjahr 2007 in die Kinos kommen, doch wurde der Veröffentlichungstermin nach der Übernahme der Produktionsfirma First Look Pictures durch Nu Image zurückgezogen – auch in Deutschland, wo der Film über den 3L Filmverleih erscheinen sollte. Er erschien dann ausschließlich als Videopremiere – zuerst in den USA im April 2008.
2018 wurde mit Day of the Dead: Bloodline eine weitere Neuverfilmung des Stoffes veröffentlicht. 2021 folgte eine zehnteilige Miniserie mit dem Titel Day of the Dead, die auf dem Sender Syfy lief.

## Filmreihe
- 1968: Die Nacht der lebenden Toten
- 1978: Zombie
- 1985: Zombie 2
- 2005: Land of the Dead
- 2007: Diary of the Dead
- 2009: Survival of the Dead